# Бахтіяров Юрій Анатолійович
Ю́рій Анато́лійович Бахтія́ров (нар. 25 квітня 1988, Чернівці, УРСР) — український футболіст, воротар. Майстер спорту України міжнародного класу.

## Життєпис
Вихованець футбольної школи «Буковини» (Чернівці). Перші кроки на професіональному рівні робив саме у рідній команді. Упродовж 2006—2010 років зіграв 27 матчів за чернівецьку команду. Також Юрій виступав за студентську збірну України, з якою став чемпіоном XXV Всесвітньої літньої Універсіади в Белграді (Сербія).
2013 року грав у аматорському колективі «Гуцульщина» (Косів). Згодом знову провів сезон за рідну «Буковину», відстоявши у воротах 10 матчів. Із 2015 року виступав за аматорський футбольний клуб «Маяк» (Великий Кучурів), а у 2016 році грав в команді «Дністер» з міста Галич.

## Досягнення
- Переможець Всесвітньої Універсіади (1) : 2009[en]
- Переможець Другої ліги України (1) : 2009/10